# Brandplekknotszwam
De brandplekknotszwam (Clavaria tenuipes) is een paddenstoel uit de familie Clavariaceae. Hij leeft als mossymbiont of saprotroof op circa één jaar oude brandplek op kalkhoudende grond met krulmos (Funaria hygrometrica).

## Kenmerken

### Uiterlijke kenmerken
De vruchtlichamen zijn normaal grijswit, maar soms met een waterige gelige tint. De vruchtlichamen zijn eenvoudige, enkele of vertakte, in de lengterichting gegroefde knotsen. Het oppervlak van het vruchtbare deel is lichtgeel tot bleekgeel van kleur. Het onderste, steriele deel versmalt naar de basis, geelbruin, donkerder dan het bovenste. Het heeft een hoogte tot 85 mm, diameter tot 5 mm in diameter. De bovenkant is afgerond of afgeplat, lichtgeel tot bleekgeel.

### Microscopische kenmerken
De sporen meten 6,5–8,5 × 4,5–6 µm.

## Verspreiding
In Nederland komt de brandplekknotszam zeldzaam voor. Hij staat op de rode lijst in de categorie 'Bedreigd'.